# Leia rufiptera
Leia rufiptera är en tvåvingeart som beskrevs av Ostroverkhova 1977. Leia rufiptera ingår i släktet Leia och familjen svampmyggor. Inga underarter finns listade i Catalogue of Life.